# فرانتس دوپلر

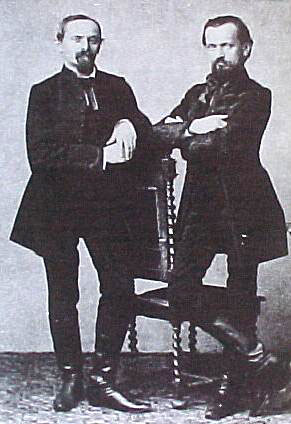
کارل و فرانتس دوپلر

آلبرت فرانتس دوپلر (به آلمانی: Albert Franz Doppler) آهنگساز و نوازنده فلوت اتریشی در ۱۶ اکتبر ۱۸۲۱ در لِمبرگ Lemberg به دنیا آمد و در ۲۷ ژوئن ۱۸۸۳ در نزدیکی وین درگذشت.

## برخی از آثار
- اپرای بنیووسکی
- اپرای جودیت
- ملودرام سالوادور روزا
- فانتزی پاستورال مجاری برای فلوت و پیانو
- تنظیم راپسودی‌های مجار اثر فرانتس لیست برای ارکستر

## شنیدن آثار
- youtube
- deezer